# Regioscalpellum regium
Regioscalpellum regium is een rankpootkreeftensoort uit de familie van de Scalpellidae. De wetenschappelijke naam van de soort is voor het eerst geldig gepubliceerd in 1873 door Wyville-Thomson.